# The Bank Hacker
The Bank Hacker (Originaltitel De Kraak) ist eine zwischen 2018 und 2019 in Belgien produzierte, in sich fortgeführte Krimistaffel, die in Deutschland zuerst 2021 auf ZDFneo ausgestrahlt wurde. Der junge Student Jeremy, ein Computergenie, gerät an eine Bande von Kriminellen und soll für diese mit Hilfe von Cyberkriminalität mehrere Millionen Euro aus einer Bank stehlen. Die deutsche Fassung wurde von der Studio Hamburg Synchron GmbH erstellt.
Eine Rezension auf Serienjunkies.de bezeichnet The Bank Hacker als Geschichte einer Gang, erzählt im Stil von Ocean’s Eleven. Die Pilotepisode stelle seichte Unterhaltung dar. Was die Produktion angehe, könne sie einen starken Cast und hohes Niveau vorweisen, was sich vor allem in schönen Bildern niederschlage.

## Inhalt
Nach zwei Jahren im Gefängnis will der Kopf einer Gangsterbande Alidor van Praet das durch kriminelle Machenschaften erworbene Vermögen wieder aufbauen, das ihm die Polizei während seines Gefängnisaufenthalts abgenommen hat. Als er auf einer Hacker-Convention die Fähigkeiten des 19-jährigen Jeremy Peeters erkennt, wird ihm klar, dass dieser schüchterne Teenager der Schlüssel sein wird, um dies zu erreichen.
Jeremy geht es weniger um das Geld als um die Möglichkeit, sich an dem Finanzsystem zu rächen, das seinen Vater in den Selbstmord und seine Familie in den finanziellen Ruin getrieben hat.
Die Pilotepisode beginnt mit einem Verhör durch die Staatsanwältin Erica De Boeck am Tag nach dem Hack. In Form von Rückblicken berichtet Jeremy, wie sich alles zugetragen hat.
| Name                 | Beschreibung | Darsteller            | Deutscher Sprecher |
| -------------------- | --- | --------------------- | ------------------ |
| Jeremy Peeters       | Student mit begnadeten Hackerfähigkeiten | Tijmen Govaerts       | Robert Knorr       |
| Anouk Peeters        | Jeremys Mutter, nach dem Suizid ihres Mannes mit dessen Schulden allein gelassen; die Schuld für die Entwicklung gibt sie einem Bankmitarbeiter, der falsch beraten hat | An Miller             | Jennifer Böttcher  |
| Lilly Rose Peeters   | Jeremys kleine Schwester, ist sprachlich gestört, nachdem sie ihren Vater nach seinem Suizid gefunden hat                                                               | Floor van Boven       | Leyla Bulut        |
| Erica De Boeck       | Untersuchungsrichterin, die versucht, den Fall aufzuklären | Hilde De Baerdemaeker | Eva Michaelis      |
| Alidor van Praet     | Gangsterboss | Gene Bervoets         | Achim Buch         |
| Ada van Praet        | Tochter des Gangsterbosses Alidor | Ella-June Henrard     | Leonie Oeffinger   |
| Bart Davids          | rechte Hand des Gangsterbosses und der Einzige, dem er traut; kümmert sich um die Finanzen der Bande                                                                    | Koen de Graeve        | Marek Erhardt      |
| Prince (Ivan Damman) | Laufbursche, ist leicht aufbrausend und gilt als Hitzkopf, der auch vor Gewalt nicht zurückschreckt                                                                     | Manuel Broekman       | Jacob Weigert      |
| Andy Seghers         | IT-Spezialist, zuständig für Sicherheitssysteme, Kameras und Informationsbeschaffung über Opfer                                                                         | Joren Seldeslachts    | Rasmus Borowski    |
| Souleymane Bande     | Schläger, dessen Job es ist, andere Menschen einzuschüchtern, obwohl er eigentlich ein lieber Kerl ist                                                                  | Claude Musungayi      | Marc Schüler       |